# Osker

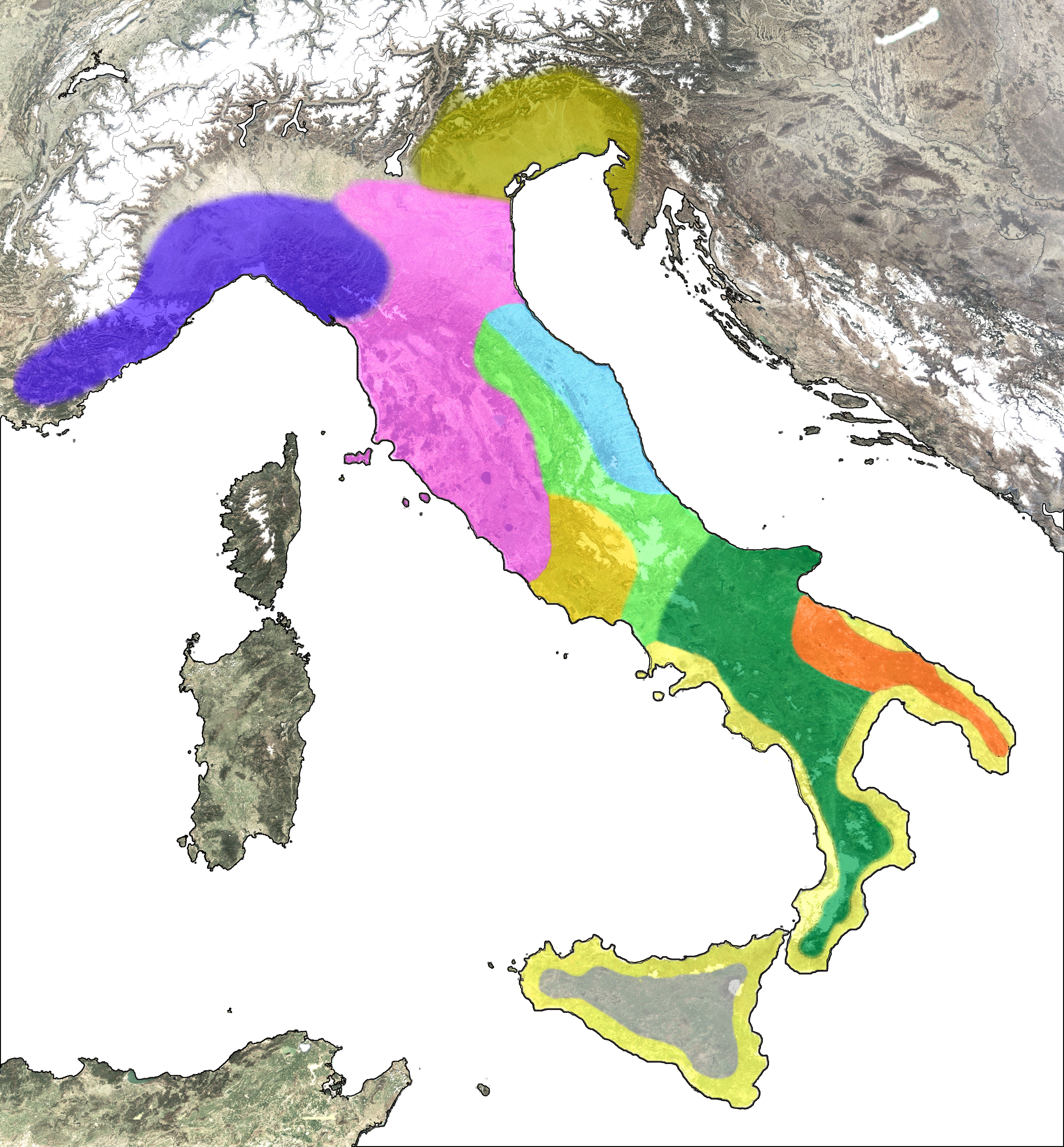
De viktigaste folkslagen i Italien 800 f.Kr.:
ligurer, veneter, etrusker, picener, umbrer, latiner, osker, messapier och greker.

Osker var ett italienskt forntidsfolk i dåvarande Kampanien. Deras område kallades Opicia. I beteckningen av landområdet kan anas resterna av ett annat folkslag, opikerna. Enligt nationalencyklopedin var osker inte ett specifikt folkslag, utan snarare ett samlingsnamn för flera olika italiska stammar. 
Oskerna besegrades av romarna på 300-talet f.Kr. Efter bundsförvantskriget (91 f.Kr.- 88 f.Kr.) intensifierade romarna romaniseringen vilket ledde till att oskerna då övergav oskiskan och oskerna  assimilerades med romarna. 
Oskiskan, deras och andra italiska folkslags språk, har hittats på texter funna vid utgrävningarna av Pompeji, 1,1 mil sydost om Neapel. Dessa bevarades då staden år 79 e.Kr. ödelades av ett vulkanutbrott från vulkanen Vesuvius.